# Tizanoptere
Tizanopterele,  tisanopterele (Thysanoptera) (din greaca thysanos = franj, epolet; pteros = aripă) sau fizopodele (Physopoda) (din greaca physa = veziculă, bășică; podos = picior) cunoscute popular sub numele de tripși, este un ordin de insecte mici, de 0,5–5 mm lungime (maxim 15 mm) întâlnite în zonele temperate și tropicale din toată lumea, de la nivelul mării până la cele mai mari altitudini. Tizanopterele sunt insecte fitofage, numai excepțional câteva forme fiind zoofage (prădătoare). Speciile fitofage înțeapă plantele și le sug și sunt considerate ca insecte dăunătoare plantelor de cultură, ale celor spontane, pomilor fructiferi, viței de vie, plantelor de seră; produc gale, unele transmițând virusuri la plante. Speciile prădătoare atacă și sug păduchi de plante și chiar alte tizanoptere sau sunt canibale. Întreaga lor viață, de la ou la larvă, nimfă și adult, și-o petrec pe plante, unde găsesc hrană și adăpost. Trăiesc pe diferite substraturi: flori, frunze, în litieră, sub scoarța copacilor și în sere. Pe glob se cunosc 5500 de specii, iar în România 202 specii și au fost cercetate de Wilhelm Karl W. Knechtel. Ca ordin, tizanopterele datează din permianul inferior.
Au corpul alungit și bine segmentat, cu culori foarte diferite: brune, brune-gălbui, cafenii, brune-cenușii, uneori negre. Dimorfismul sexual este, în general, evident, masculii fiind mai deschis colorați, mai mici și prevăzuți cu unele formații dentiforme, spiniforme sau arii glandulare. Capul este hipognat și prezintă un aparat bucal, adaptat pentru înțepat și supt, asimetric, datorită reducerii și chiar pierderii stiletului mandibular drept. Aripile sunt foarte caracteristice, ele sunt membranoase, extrem de înguste, prevăzute pe margini cu peri sau cili foarte lungi  (având aspectul unor pene sau epoleți) care au rolul de a mări suprafața portantă a aripii în mod similar cu penele păsărilor. La unele specii aripile lipsesc (formele aptere) sau sunt rudimentare (formele brahiptere). Picioarele sunt scurte, tarsele monoarticulate sau biarticulate. Ghearele sunt rudimentare. Tarsele sunt terminate fiecare cu câte o mică umflătură foarte dezvoltată, numită aroliu, cu care se fixează bine de suport. Abdomenul este format din 11 segmente, ultimul segment fiind mult redus. La unele specii, segmentele 8 și 9 alcătuiesc o terebră de tip ortopteroid, formată din două perechi de teci; alte forme au ultimul segment al abdomenului tubuliform.
Reproducerea se face cu metamorfoză, în care, după stadii larvare, apare un stadiu prepupal și unul pupal. Larva semănă foarte bine cu adultul, dar este lipsită de aripi; la nimfă apar teci de aripi.

## Legături externe
Materiale media legate de Tizanoptere la Wikimedia Commons